# Sol Bianca
Sol Bianca (ソルビアンカ) correspond à deux séries d'OAV japonais.

## Trame générale
Des centaines (milliers) d'années se sont écoulées depuis que l'Homme a débuté la colonisation de l'espace, connue sous le terme d'« Ère des conquêtes ». À présent, nul ne se souvient de l'emplacement de la Terre, et de nombreuses technologies ont été perdues avec le temps.
Le Sol Bianca est un vaisseau spatial « mythique », pourvu de technologies datant de l'ère des conquêtes. À son bord se trouve un équipage de femmes pirates.

## Sol Bianca
Sol Bianca (ソル・ビアンカ) est une série de deux OAV de 55 et 40 minutes. produits en 1990 et sortis le 21 mars 1990 (OAV1) et le 21 juillet 1991 (OAV2).
- Réalisateurs : Katsuhito Akiyama, Hiroki Hayashi
- Chara design : Naoyuki Onda
- Décors : Shigemi Ikeda
- Musique : Tôru Hirano

La seconde OAV laissait présager une suite, mais il semblerait qu'elle n'ait jamais été réalisée.
Ces deux OAV sont sorties en France chez Kazé en 1999 en version française en format K7.

## Sol Bianca: The legacy
Sol Bianca : The legacy (太陽の船 ソルビアンカ - Sol Bianca, Le vaisseau solaire) est une série de 6 OAV produits en 1999 par Pioneer
- Réalisateur : Hiroyuki Ochi
- Chara design : Naoyuki Onda
- Décors : Nobuhito Sue
- Musiques : Seikō Nagaoka

Cette nouvelle série d'OAV n'est pas une suite de la précédente mais se situe chronologiquement avant celle-ci, et possède des variations importantes dans la trame de l'histoire.
La série est disponible en francophonie au format DVD.
Un volume de light novel est adapté de cette série.

### Doublage
| Personnages | Voix japonaises    | Voix françaises  |
| ----------- | ------------------ | ---------------- |
| May         | Hiroko Konishi     | Adeline Moreau   |
| Feb         | Yoshiko Sakakibara | Agnès Manoury    |
| Rami        | Jūrōta Kosugi      | Arnaud Arbessier |
| Janny       | Tomo Saeki         | Chantal Baroin   |
| Gunter      | Haruhiko Jō        | Pascal Germain   |
| April       | Rica Matsumoto     | Suzanne Sindberg |

### Liste des épisodes
1. El Emblema
2. La Reminiscencia
3. El Arresto
4. Lamourex
5. La Tierra
6. Barco Del Sol

## Divers
- Sol Bianca présente quelques similitudes avec Lost Universe. En particulier, dans les deux séries, des éléments technologiques anciens et oubliés sont intégrés dans les vaisseaux spatiaux des héros.
- L'épisode 2 de Sol Bianca: The Legacy (La Reminiscencia) fait référence à la Divine Comédie.